# Бидинский, Давид Григорьевич
Дави́д Григо́рьевич Биди́нский (1899—1964) — советский военный, хозяйственный и политический деятель, генерал-майор инженерно-артиллерийской службы (1943).

## Биография
Родился в 1899 году в Киеве в семье врача. Младший брат Михаил (1900 — ?) — майор государственной безопасности.
Участник Гражданской войны. С 1919 года — на военной службе, хозяйственной и политической работе. В 1932 году окончил Киевский химико-технологический институт. С 1932 — заместитель директора по технической части Сталинградского химического комбината, в 1933—1935 годах — главный инженер химкомбината № 2, начальник проектного управления завода № 51. С 1936 года — директор химического завода имени Г. И. Петровского. Делегат XVIII съезда ВКП(б).
Незадолго до и во время во время Великой Отечественной войны работал инженером, главным инженером на военных заводах СССР, директор ряда заводов боеприпасов, в частности Молотовского порохового завода № 98 (1941—1950). Уволен в запас 28 марта 1947 года.
За разработку новой технологии химического продукта был в составе коллектива удостоен Сталинской премии за выдающиеся изобретения и коренные усовершенствования методов производственной работы 1949 года.
Умер в 1964 году.